# Russian Roulette (album)
Russian Roulette sedmi je studijski album njemačkog heavy metal sastava Accept. Diskografska kuća RCA Records objavila ga je 21. travnja 1986.

## Popis pjesama
Tekstovi: Accept i Deaffy, glazba: Accept.
| 1. | »T.V. War«                | 3:29 |
| 2. | »Monsterman«              | 3:26 |
| 3. | »Russian Roulette«        | 5:22 |
| 4. | »It's Hard to Find a Way« | 4:19 |
| 5. | »Aiming High«             | 4:24 |

| B-strana | B-strana                | B-strana | B-strana | B-strana | B-strana | B-strana | B-strana | B-strana | B-strana |
| Br.      | Skladba                 | Trajanje |          |          |          |          |          |          |          |
| -------- | ----------------------- | -------- | -------- | -------- | -------- | -------- | -------- | -------- | -------- |
| 6.       | »Heaven Is Hell«        | 7:12     |          |          |          |          |          |          |          |
| 7.       | »Another Second to Be«  | 3:19     |          |          |          |          |          |          |          |
| 8.       | »Walking in the Shadow« | 4:27     |          |          |          |          |          |          |          |
| 9.       | »Man Enough to Cry«     | 3:14     |          |          |          |          |          |          |          |
| 10.      | »Stand Tight«           | 4:05     |          |          |          |          |          |          |          |
| 43:17    |                         |          |          |          |          |          |          |          |          |

## Zasluge
| Accept - Udo Dirkschneider – vokali - Wolf Hoffmann – gitara - Jörg Fischer – gitara - Peter Baltes – bas-gitara - Stefan Kaufmann – bubnjevi |  | Ostalo osoblje - Deaffy – tekstovi pjesama, umjetnička direktorica - Michael Wagener – tonska obrada - Mark Dodson – miksanje - Bob Ludwig – masteriranje - Didi Zill – fotografija (naslovnica) |